# Књига пророка Јоила
Књига пророка Јоила је једна од књига Танаха или Старог завета. Име пророка Јоила се спомиње само у овој књизи и нигде другде у Старом завету. Живео је у Јудеји, након вавилонског ропства. Јоилова књига представља прелаз између пророчанства и апокалипсе.
Јуду је опустошила неизмерна хорда скакаваца. Ова најезда скакаваца је све уништила—житна поља, винограде, баште и дрвеће. 
Јоил скакавце описује симболично као марширање људске војске. Он све то што је задесило Јуду види као Божју осуду која се ближи због њихових греха. 
Кроз књигу су истакнута два велика догађаја. Један је најезда скакаваца, а други изливање Светог Духа. Петар је цитирао изливање Светог Духа у другом поглављу књиге Дела апостолска, на дан Педесетнице.

## Предсказања
Сваки пут када се у Старом Завету говори о пресуди због греха предсказан је Христов долазак, без обзира да ли је реч о појединачном или греху целог народа. Старозаветни пророци стално опомињу Израелце да се покају, али чак и када они то учине, њихово покајање је у границама поштовања закона и дела. Њихове жртве су постојале али су биле у сенци највеће жртве, дате једном за свагда, која ће се десити на крсту (Јеврејима 10:10). Јоил нам говори да ће Божја крајња пресуда, која пада на Дан Господњи бити “велика и страшна. И ко може да је издржи?” (Јоил 2:11). Одговор је да ми сами никада не можемо издржати тај тренутак. Ипак не треба да се плашимо Судњег Дана уколико смо нашу веру положили у Христа за искупљење наших греха.

## Практична примена
Уколико се не покајемо пресуда ће бити оштра, потпуна и сигурна. Не би требало да верујемо у наш посед већ у Госпога Бога нашег. Понекад Бог може да користи природу, несрећу или друге свакидашње појаве да нас приближи Себи. Својом милошћу и благодаћу Бог је пружио коначни план за наше спасење—Исуса Христа, распињући га за наше грехе и мењајући наше грехе за Његову савршену праведност (2. Коринћанима 5:21). 
Нема времена за губљење. Божија пресуда ће брзо доћи, као лупеж у ноћи (1. Солуњанима 5:2), а ми морамо бити спремни. Данас је дан спасења (2. Коринћанима 6:2). “Тражите Господа, док се може наћи; призивајте Га, докле је близу. Нека безбожник остави свој пут и неправедник мисли своје; и нека се врати ка Господу, и смиловаћу се на њ, и к Богу нашем, јер прашта много” (Исаија 55:6-7). Само ако се определимо за Божје спасење можемо избећи Његов гнев на Судњи Дан.

## Кључни стихови
Јоил 1:4: "Шта оста иза гусенице изједе скакавац, и шта оста иза скакавца изједе хрушт, и шта оста иза хрушта изједе црв."
Јоил 2:25: "И накнадићу вам године које изједе скакавац…"
Јоил 2:28: "И после ћу излити дух свој на свако тело, и прорицаће синови ваши и кћери ваше, старци ће ваши сањати сне, младићи ће ваши виђати утваре."